# Boves (Italie)
Pour les articles homonymes, voir Boves (homonymie).
Boves (Bueves en occitan) est une commune de la province de Coni dans le Piémont en Italie.

## Histoire
- Depuis les temps les plus reculés le lieu fut habité, comme par une colonie romaine à l'époque de la conquête de la Gaule cisalpine. À l'ère chrétienne un castrum à Boves est mentionné pour dans un document de 815 BOVIXIUM.
- Son histoire, semblable à celle de tout autre village de la province a dû subir les incursions sarrasines et des batailles entre seigneurs féodaux.
- Possession du marquis de Vasto (it), puis du marquis de Busca (1144), puis de Ceva (1214), il appartint au marquis de Saluces, un Visconti et en 1396 en Achaïe, pour rejoindre enfin la Savoie en 1418 qui permit l'indépendance municipale.
- Les XVIe et XVIIe siècles ont vu la traversée de la ville de temps à autre par les troupes françaises, espagnoles, impériales, qui semèrent pillages, famines et peste. La communauté réagit pour défendre sa liberté et ses valeurs, en s'appuyant sur la protection divine et son organisation municipale par le vote civique.

- Construction d'infrastructures pour l'agriculture (canal Naviglio) et de l'artisanat avec surtout l'exploitation des forces hydrauliques (scierie hydraulique, Moulin à foulon, fouloir ; usines de chanvre, martinet de forge...).
- La sauvegarde de leurs droits à l'utilisation de l'eau et pâturages avec des poursuites judiciaires contre les villes voisines.

- Le 27 avril 1796, les troupes de Napoléon prennent possession de Boves. C'est seulement en mai 1814 qu'on fêtera le retour au royaume de Sardaigne.
- Au cours de la Risorgimento, Boves verse son sang lors des émeutes et des guerres d'indépendance. Ses enfants volontaires, comme Beraudo Thomas, commandant de Bersaglieri Toscane, sont tombés à la bataille de Curtatone et Montanara en 1848.
- De nombreux soldats chasseurs-alpins de Boves sont morts pendant la Première et la Seconde Guerre mondiale, à cela il faut ajouter les nombreux concitoyens sans défense. La commune s'est organisée pour des longs mois de résistance à l'occupation allemande. Nombre se sont enrôlés dans des opérations militaires sur divers fronts ou ont été emprisonnés en camps de concentration.
- Après l'armistice du 8 septembre, la ville de Boves encore occupée était la scène du premier acte de représailles contre la population civile non armée le 19 septembre 1943 (Massacre de Boves). La 1re Division Panzer SS « Leibstandarte SS Adolf Hitler » a frappé la ville depuis les collines environnante, mettant le feu à plus de 350 maisons et laissant des dizaines de victimes sur le terrain. Lors de la Seconde Guerre mondiale, Boves est incendiée le 19 septembre 1943, quelques jours après l'armistice, par les SS commandés par Joachim Peiper[2]. Les mêmes actes se répètent le 31 décembre 1943 et le 3 janvier 1944, au cours d'opérations de nettoyage pour éliminer les partisans, de nouveau, il y a des dizaines de victimes parmi les civils et les partisans. Boves reçoit en 1961, la médaille d'or de la valeur civile pour avoir supporté « avec un comportement héroïque et un courage stoïque, par deux fois, les représailles cruelles de l'envahisseur, subissant la destruction de nombreuses habitations et sacrifiant la vie de nombre de ses enfants à l'idéal patriotique ». Elle reçoit en 1963, la médaille d'or de la valeur militaire :

« Martyrisée par la furie allemande, la ville de Boves, berceau de la Résistance armée piémontaise, le 19 septembre 1943, par le premier sacrifice de 45 concitoyens massacrées et 350 maisons brûlées, a ajouté une page de gloire à la gloire de l'Italie ».

### Monuments
- Sanctuaire de la « Madonna dei Boschi » (Dame des Bois 1630) : Cet ancien monastère est situé au pied du Mont Bisalta. Il est caractérisé par une architecture romane. Le cloître fut agrandi plusieurs fois. Il est peint de fresques (celle du Jugement Dernier, est un véritable chef-d'œuvre).
- Sanctuaire à Sant Antonio (1647) : le sanctuaire est situé sur la colline derrière la ville. Il est très riche en décors, fresques et toiles du XVIIe siècle.

## Toponyme
- Apparitions du toponyme: Boves apparaît dès 1095. Bovixium (815, 1098 de [?]), De bovese (1200), de Boueso (1222), Buysius (1329). [II]
- Hypothèse 1: le toponyme est celtique ou gaulois : Selon GD Serra serait à partir de * Bovicis, ablatif pluriel de * Bovicus le nom de famille gallique Bovus. Bovisius (depuis 1098) et Bovexius (de 1258) [également Bovixium] seraient "formes sostantivates de l'adjectif dérivé" de Bovicus * (A Rossebastiano). Dans les inscriptions apparaissent également dans les noms des personnes gauloiseS Bouecius (Espagne) et Boicus (Vénétie, à partir de * Bowico-), également à partir de ces gauloises Bou *, * bouo-'bue, vacca '.

- Hypothèse 2 L'étymologie: pourrait venir du latin "bovilé" étable à bovins, "bovinus" bovin[3] et étymologie de l’ancien français "bove" (même racine: "bovele", "bovet", "bover"   (« antre, cave, grotte, caverne, étable, Habitat troglodytique »). Par métonymie latine ancienne, l'un aurait donné l'autre, Bove (Boves) donnant Bovins ou l'inverse [4].
  - Exemples :
    - Boves commune en France près d'Amiens.
    - La Roche-Guyon près de Paris, Boves: Habitat troglodytique.
    - Grandes caves d'Arras, les "boves".
- Interprétation: cette hypothèse reste à confronter et interpréter dans ces différentes possibilités. Il faudrait trouver en quoi le lieu aurait un lien avec: antre, cave, grotte, caverne, étable, ou des vaches. La grotte Dei Dosside Mondovi qui est à 15 km n'a surement rien à voir.

## Monuments

### Églises
- Église paroissiale San Bartolomeo
- Église Santa Chiara
- Église Santa Croce
- Sanctuaire Sant'Antonio delle Vigne
- Sanctuaire Regina Pacis di Fontanelle
- Sanctuaire della Mellana
- Sanctuaire Della Madonna Dei Boschi
- Chapelle San Francesco
- Église Paroissiale San Grato, Vescovo et Rivoira

### Musées
- Musée de la châtaigne
- Musée des champignons et des Sciences naturelles

### Places
- Piazza Italia
- Piazza dell'Olmo
- Piazza Garibaldi
- Piazza Caduti
- Piazza Borelli

### Anciennes industries
- Fabrique de briques Fornace Giordano

## Administration
| Période                                  | Période  | Identité                     | Étiquette | Qualité |
| ---------------------------------------- | -------- | ---------------------------- | --------- | ------- |
| 14 juin 2004                             | En cours | Riccardo Domenico Pellegrino |           |         |
| Les données manquantes sont à compléter. |          |                              |           |         |

### Hameaux
Castellar, Cerati, Fontanelle, San Mauro, Rivoira, San Giacomo, Sant'Anna, Mellana

### Communes limitrophes
Borgo San Dalmazzo, Limone Piemonte, Peveragno, Robilante, Roccavione, Vernante

## Fêtes et foires
- Le jour de Pâques sur la place principale de Boves (Place d'Italie), se déroule la « Fête des leviers » avec un défilé de « classares » qui célèbre les anniversaires de ceux ayant un âge se terminant par 5 ou 0, dans les rues du pays.
- Le jour de Saint Eloi à la place d'Italie se tient la bénédiction des camions et des chevaux.

## Patrons de la ville et les villages
- San Bartolomeo (Boves)
- Eloi
- Notre Dame de la Miséricorde
- De Santa Pazienza (Rosbella)
- Notre-Dame de la Neige (Madonna de la forêt)
- San Giacomo (Saint-Jacques)
- Vierge de l'Assomption (Castellar)
- San Donato (San Mauro)
- Saint-Grat (Rivoira)
- Sant'Anna (Sant'Anna)

## Personnes liées à la ville
- Nino Berrini (it), journaliste, écrivain, dramaturge et metteur en scène italien.
- Giovanni Battista Borelli (it), sénateur du royaume d'Italie
- Andrea Gasparino (it), prêtre fondateur du Mouvement contemplatif missionnaire du Père de Foucauld
- Ernesto Olivero (it), fondateur de SERMIG
- Dalmazio Peano (it), prêtre
- Joachim Peiper, le capitaine nazi exécuteur du massacre de Boves
- Ignazio Vian (it), partisan italienne
- Gabriella Borgarino (1880-1949), née à Boves, religieuse réputée pour sa vie exemplaire, promouvant la dévotion au Sacré-Cœur de Jésus, déclarée vénérable par le pape François en 2022.

## Jumelages
- Mauguio (France) depuis le 25 avril 2009